# Coryphaena hippurus
Espèce
Synonymes
- Coryphaena argyrurus Valenciennes, 1833
- Coryphaena chrysurus Lacepède, 1801
- Coryphaena dolfyn Valenciennes, 1833
- Coryphaena dorado Valenciennes, 1833
- Coryphaena fasciolata Pallas, 1770
- Coryphaena immaculata Agassiz, 1831
- Coryphaena imperialis Rafinesque, 1810
- Coryphaena japonica Temminck & Schlegel, 1845
- Coryphaena margravii Valenciennes, 1833
- Coryphaena nortoniana Lowe, 1839
- Coryphaena scomberoides Valenciennes, 1833
- Coryphaena suerii Valenciennes, 1833
- Coryphaena virgata Valenciennes, 1833
- Coryphaena vlamingii Valenciennes, 1833
- Ecterias brunneus Jordan & Evermann 1914
- Lampugus siculus Valenciennes, 1833
- Lepimphis hippuroides Rafinesque, 1810
- Scomber pelagicus Linnaeus, 1758

Statut de conservation UICN

 LC  : Préoccupation mineure
Le coryphène (du grec ancien : κορύφαινα, qui arbore un casque), la dorade coryphène ou mahi-mahi (en Polynésie), est une espèce de poisson que l'on peut trouver dans les régions tropicales et subtropicales de tous les océans, et occasionnellement en mer Méditerranée. C'est un prédateur puissant, prisé dans la pêche au gros. Les anglophones le nomment mahi-mahi, mais également common dolphinfish ou dorado, ce qui peut prêter à confusion.

## Description
Le coryphène peut mesurer plus de 2 m de long et peser jusqu'à 48 kg.
Ce poisson très rapide peut atteindre des vitesses dépassant les 50 nœuds (50 nœuds = 92,6 km/h). Cette espèce présente un dimorphisme sexuel : le mâle possède une bosse sur le front, donnant une forme carrée à sa tête, alors que la femelle a une tête ronde, et un corps plus fin et plus petit que le mâle qui l'accompagne : ces poissons vivent en effet souvent en couple.
La coloration est généralement très vive et composée de différentes couleurs, le plus souvent bleu-vert métallisé avec des bandes dorées sur le dessous. Le Coryphène est parfois nommé Poisson caméléon en raison de ses facultés à changer radicalement de couleur, à quelques minutes d'intervalle.
Le corps peut passer du jaune brun au bleu, puis blanc, laissant apparaître de grosses pigmentations rouges, bleues, noires... Les nageoires sont également très colorées, bleu à bleu vert pour la dorsale, jaune ou bleu à bleu vert pour la nageoire anale.
Cette espèce est caractérisée par l'absence d'épines, la longue nageoire dorsale continue étant supportée par une soixantaine de rayons mous. Il en va de même pour la nageoire anale, concave avec entre 25 et 31 rayons mous. Les vertèbres sont au nombre de 31, dont 18 caudales.
La répartition de la coryphène est limitée par l'isotherme de 20 °C (Ditty et al., 1994).

## Habitat et répartition
C'est une espèce circumtropicale, que l'on retrouve dans les eaux chaudes des trois bassins océaniques : Atlantique, Indien, Pacifique et en Méditerranée. Cette espèce effectue des migrations très longues.
On la rencontre aussi bien au large qu'à proximité des côtes, à des profondeurs variant entre la surface et 85 m de fond.

## Écologie et comportement
C'est une espèce qui effectue de grandes migrations et qui est constituée d'actifs prédateurs. Carnivore, il se nourrit de poissons volants, de calmars, de maquereaux et autres petits poissons ou juvéniles, mais aussi de crustacés pélagiques et de zooplancton.
La maturité sexuelle est atteinte vers 3-5 mois quand elle mesure 50–60 cm, et l'espérance de vie semble être d'environ 4 ans. Sa reproduction est ovipare et elle pond de 58 000 à 1,5 million d’œufs par an.

## Pêche
La dorade coryphène est surtout pêchée par les petites flottilles insulaires tropicales. Le volume annuel mondial de capture est de 30 000 tonnes. Il se pêche fréquemment à la traine. En Polynésie française, ce poisson qui se déplace en surface, au ras des vagues, est pourchassé à l'aide de bateaux puissants et agiles, les poti marara, puis harponné.
Cette espèce peut cependant être contaminée par la ciguatera, rendant sa chair très toxique : il est recommandé de ne pas en consommer dans certaines régions du bassin Indo-Pacifique.

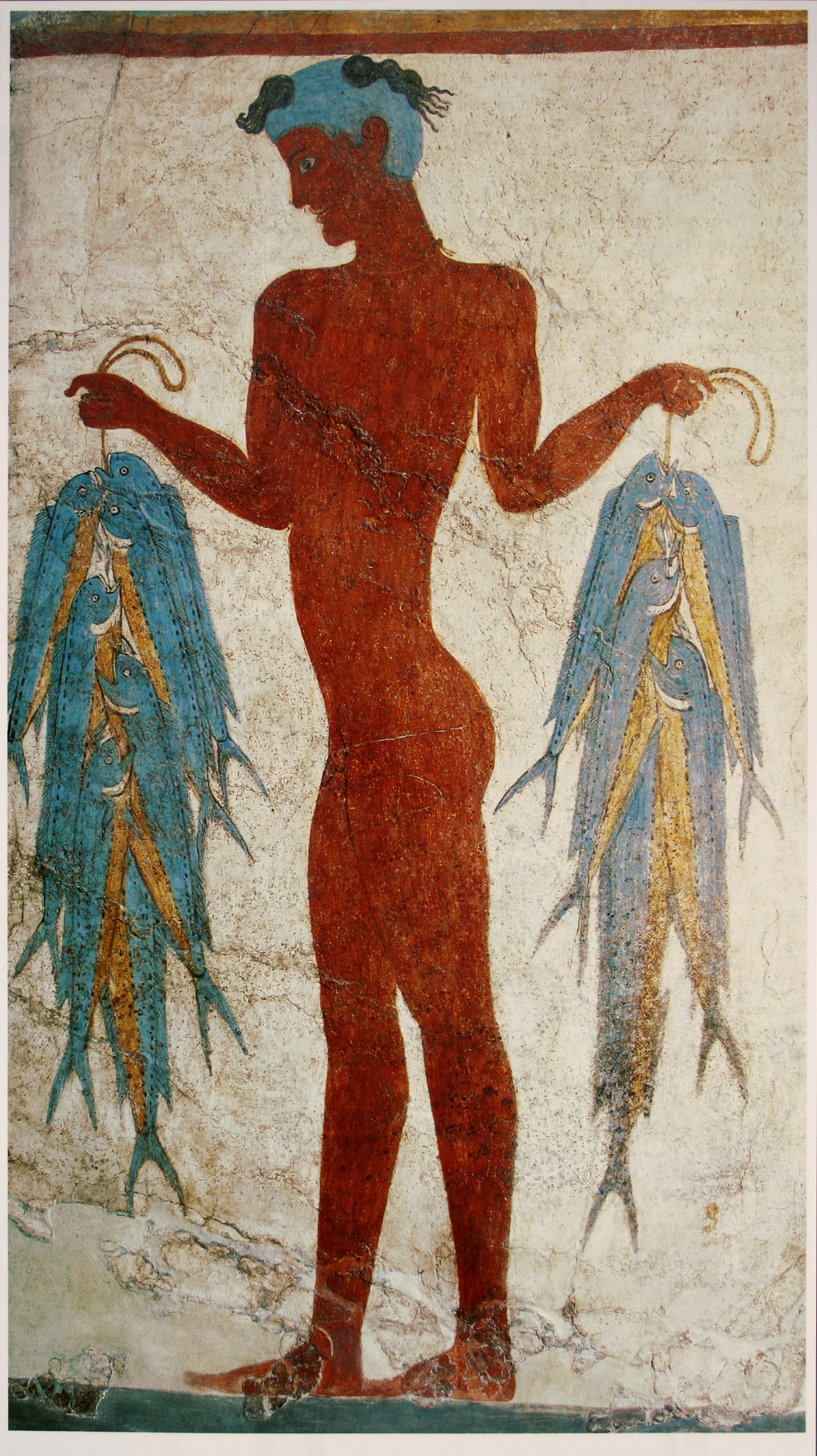
Fresque du jeune pêcheur aux coryphènes à Santorin (Civilisation minoenne, milieu du IIe millénaire av. J.-C.)
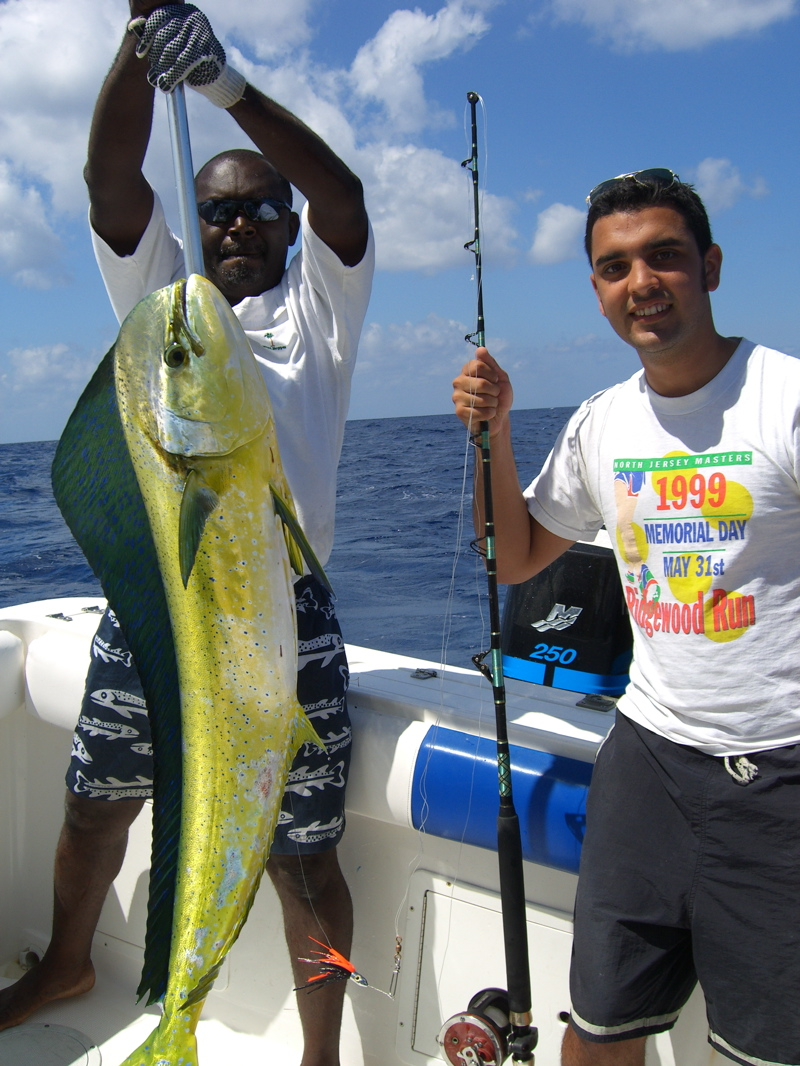
Le mahi mahi, ici une femelle, est un poisson recherché par les pêcheurs qui pratiquent la pêche sportive.
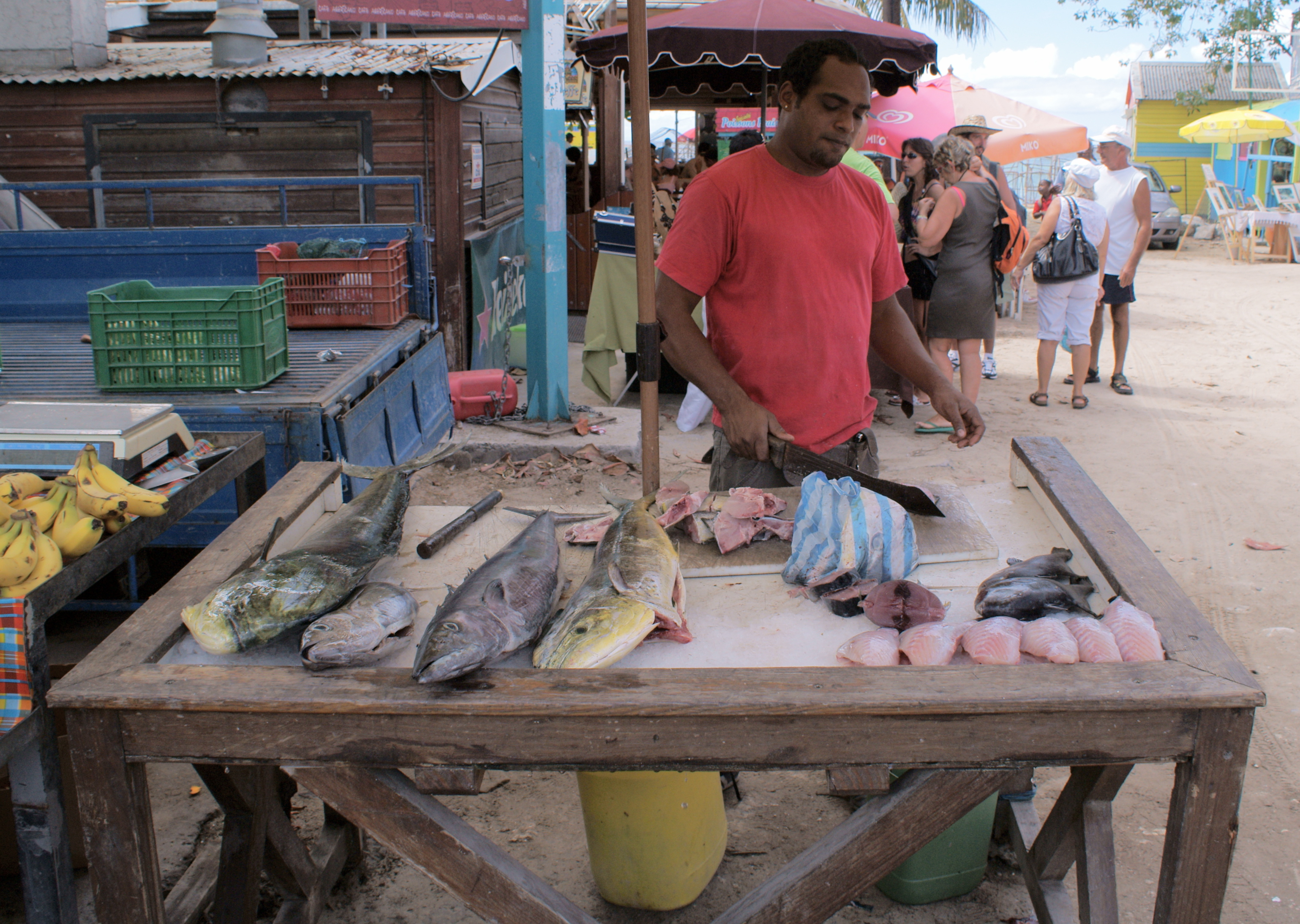
La chair de la dorade coryphène est très appréciée en restauration.
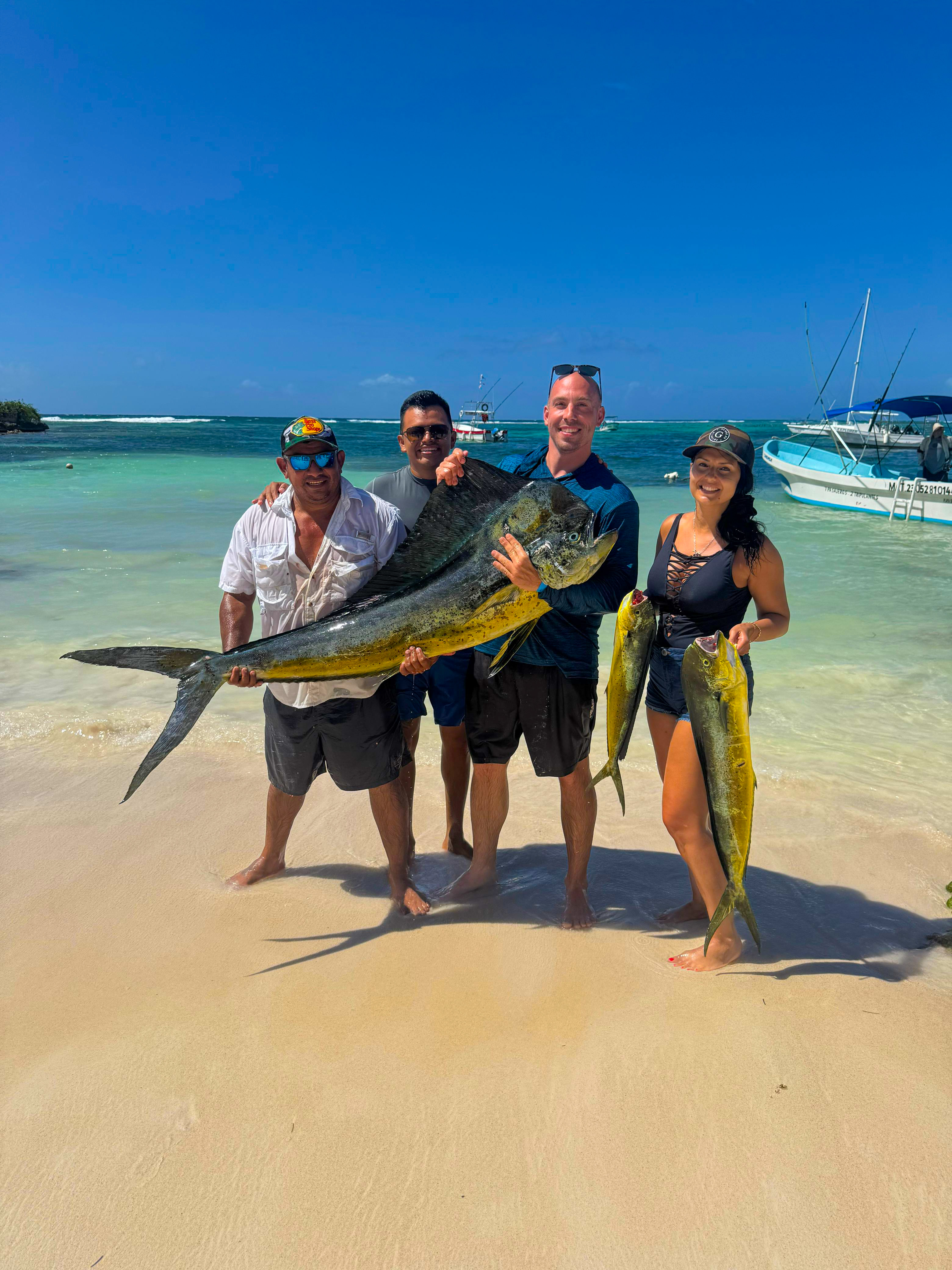
Voici un grand Mahi mahi mâle, de 48 kg et 1,62 mètre de long, pêché à Akumal, Riviera Maya au Mexique en mai 2025.